# Нафора
Нафора или антидор (грч. άντίδωρον - уместо дара), у православној литургији представља остатак просфоре из које је на проскомидији извађен Агнец. 
У завршном делу литургије, док се чита 33. псалам, свештеник или архијереј који је служио тога дана Литургију раздаје антидор народу који се причестио и онима који се нису причестили Светим Тајнама. Свештеник при томе изговара: "раздаје антидор свему народу на благослов и очишћење душе, јер је освећен и треба да га примају они који нису јели. Ако је неко и мало јео или пио, да не прима антидор." Тиме се постиже јединство свих оних који су се причестили, са онима који се нису причестили, а по речима апостола Павла: "Јер један је хљеб, једно смо тијело многи, пошто се сви од једнога хљеба причешћујемо." (1 Кор 10,17)
Ово потиче од агапа - вечера љубави, које су организоване са циљем заједничког и братског окупљања уз заједничку трпезу. У сврху помагања сиромашних, одржавано је то заједничко обедовање на коме се делио остатак просфоре, као видљиво обележје хришћанске љубави и јединства. Временом је уместо агапа у Цркви заживео обичај да се остатак благословеног хлеба, после Литургије подели вернима. Нафора може да се шаље кући онима који из неког оправданог разлога нису могли да дођу у цркву на богослужење.
Нафора се узима на следећи начин: Полако у реду, прилази се свештенику који дели нафору. Када се дође на ред, прво се прекрсти, а затим на длан леве руке прекрсти се десни длан и приђе се свештенику, који на испружени длан ставља коцкицу нафоре. Онда се свештенику целива рука, нафора се узима у уста и поједе, и полако се излази из цркве.
Нафора се обично једе пре сваког другог јела тога дана.